# Sarah Connor (album)
Sarah Connor, pierwszy album kompilacyjny wydany przez niemiecką wokalistkę pop Sarah Connor dnia 9 marca 2004 w Stanach Zjednoczonych nakładem wytwórni Sony Music. Krążek wypełniły kompozycje nagrane w latach 2000 – 2003 oraz umieszczone na listach utworów trzech poprzednich wydawnictw wydanych przez wokalistkę, Green Eyed Soul (2001), Unbelievable (2002) i Key to My Soul (2003).

## Informacje o albumie
Album Sarah Connor wydany został na rynki muzyczne w Australii, Kanadzie, Stanach Zjednoczonych oraz Wielkiej Brytanii, zaś krążek promował singel „Bounce”, który oryginalnie znajduje się na liście utworów wydawnictwa Unbelievable.
Pod koniec roku 2003 artystka wydała album Key to My Soul, który promowany był tuż przed ciążą Connor. W tym samym czasie amerykańscy DJ-e zainteresowali się nagraniem „Bounce”, zmiksowali je oraz dostarczyli stacjom radiowym w Stanach Zjednoczonych. Kilka miesięcy później piosenka odniosła nieoczekiwany sukces zajmując miejsce na notowaniu Billboard Hot 100. Popularność singla zmusiła wytwórnię płytową wokalistki do wydania na tamtejszy rynek muzyczny albumu Sarah Connor, jednak z powodu narodzin pierwszego dziecka oraz przerwy muzycznej wokalistka zaprzestała promocji krążka na amerykańskim rynku muzycznym.
Wydawnictwo Sarah Connor ukazało się na światowych rynkach muzycznych dnia 9 marca 2004 i z powodu braku promocji dotarło do amerykańskiego notowania najpopularniejszych albumów Billboard 200, nie debiutując w Top 100 zestawienia i osiadając na pozycji #106.
W Japonii album ukazał się pod nazwą „Bounce”, gdzie przebywając przez 7 tygodni dotarł do pozycji #40, sprzedając się w nakładzie 16205 kopii. Jest to jak dotąd najwyższa pozycja osiągnięta przez artystkę na japońskim rynku muzycznym.

## Single
- Pierwszym singlem promującym album stała się kompozycja „Bounce” wydana na amerykański rynek muzyczny dnia 11 maja 2004. Utwór oryginalnie pochodzi z albumu Unbelievable. By promować kompozycję nagrano teledysk ukazujący zemstę wokalistki na jej byłym chłopaku poprzez celowe zniszczenie samochodu mężczyzny. Singel zyskał na sukcesie zajmując miejsca #14 w Australii i Wielkiej Brytanii, #23 w Irlandii, #43 w Kanadzie oraz #54 w Stanach Zjednoczonych na oficjalnych tamtejszych notowaniach najchętniej kupowanych utworów[5].

| Rok  | Singel   | Album        | Pozycje na listach | Pozycje na listach | Pozycje na listach | Pozycje na listach | Pozycje na listach |
| Rok  | Singel   | Album        | US                 | CAN                | UK                 | IRL                | AUS                |
| ---- | -------- | ------------ | ------------------ | ------------------ | ------------------ | ------------------ | ------------------ |
| 2004 | „Bounce” | Sarah Connor | 54                 | 43                 | 14                 | 23                 | 14                 |

## Lista utworów
1. „Bounce” (oryginalnie z albumu Unbelievable) – 4:12
2. „French Kissing” (oryginalnie z albumu Green Eyed Soul) – 3:35
3. „Let’s Get Back to Bed – Boy!” featuring TQ (oryginalnie z albumu Green Eyed Soul) – 3:56
4. „Skin on Skin” (oryginalnie z albumu Unbelievable) – 4:44
5. „One Nite Stand (of Wolves and Sheep)” featuring Wyclef Jean (oryginalnie z albumu Unbelievable) – 3:58
6. „He’s Unbelievable” (oryginalnie z albumu Unbelievable) – 4:20
7. „Music Is the Key” featuring Naturally 7 (oryginalnie z albumu Key to My Soul) – 4:37
8. „Love is Color-Blind” featuring TQ (oryginalnie z albumu Key to My Soul) – 4:46
9. „I'm Gonna Find You” (Osla Suite) (oryginalnie z albumu Key to My Soul) – 4:46
10. „In My House” (oryginalnie z albumu Green Eyed Soul) – 3:13
11. „Turn Off the Lights (oryginalnie z albumu Key to My Soul) – 3:23

## Pozycje na listach
| Lista sprzedaży (2004) | Najwyższa pozycja |
| ---------------------- | ----------------- |
| USA RIAA Billboard 200 | 106               |
| Japonia (Oricon)       | 40                |